# FC Aarau
FC Aarau, plným názvem Fussballclub Aarau 1902, je švýcarský fotbalový klub z města Aarau založený roku 1902. Domácím hřištěm je Stadion Brügglifeld.
Třikrát se stal mistrem Švýcarska (1912, 1914, 1993), jednou vyhrál švýcarský fotbalový pohár (1985).

## Výsledky v evropských pohárech
| Soutěž                  | Soupeř                   | 1. zápas | 2. zápas | Celkem |
| PVP 1985/86 (1. kolo)   | CZ Bělehrad              | 0:2      | 2:2      | 2:4    |
| UEFA 1985/86 (1. kolo)  | 1. FC Lokomotive Leipzig | 0:3      | 0:4      | 0:7    |
| LM 1993/94 (Předkolo)   | Omonia Nikósie           | 1:2      | 2:0      | 3:2    |
| LM 1993/94 (1. kolo)    | AC Milan                 | 0:1      | 0:0      | 0:1    |
| UEFA 1994/95 (Předkolo) | NK Mura                  | 1:0      | 1:0      | 2:0    |
| UEFA 1994/95 (1. kolo)  | CS Marítimo Funchal      | 0:0      | 0:1      | 0:1    |
| UEFA 1996/97 (Předkolo) | FC Lantana Tallinn       | 4:0      | 0:2      | 4:2    |
| UEFA 1996/97 (1. kolo)  | Brøndby IF               | 0:5      | 0:2      | 0:7    |